# ويليام هويت
ويليام هويت (بالإنجليزية: William Hoyt)‏ هو القافز بالزانة أمريكي، ولد في 7 مايو 1875 في غلاستونبوري في الولايات المتحدة، وتوفي في 1 ديسمبر 1954 في نيويورك في الولايات المتحدة.

## وصلات خارجية
- ويليام هويت على موقع اللجنة الأولمبية الدولية (الإنجليزية)
- ويليام هويت على موقع أوليمبيديا (الإنجليزية)